# Sacramentskerk (Nijmegen, 2011)
De Sacramentskerk is een rooms-katholieke kerk in de wijk Brakkenstein van de Gelderse plaats Nijmegen, aan de Heyendaalseweg 300. De paterskerk is onderdeel van het oorspronkelijk omstreeks 1908 gebouwde Klooster Brakkenstein, de Nederlandse vestiging van de Congregatie van het Allerheiligst Sacrament. Het interieur werd ontworpen door Pim van Dijk. Zowel het klooster als de kerk zijn in 2011 geheel vernieuwd.

## Geschiedenis
De kerk is in 2011 gebouwd, naar een ontwerp van architect Paul Diederen. Het gebouw verving een eerdere Sacramentskerk op dezelfde plek en van dezelfde congregatie, die wat groter was dan de huidige kerk. Deze parochiekerk dateerde op zijn beurt grotendeels uit 1965, toen de allereerste kerk – die ongeveer tegelijk met het klooster was gebouwd – grondig werd verbouwd en uitgebreid. Ook het klooster zelf is omstreeks 2011 geheel vernieuwd.
De kerk werd op 1 oktober 2011 door bisschop Hurkmans ingewijd. 